# Thecocarcelia latifrons
Thecocarcelia latifrons là một loài ruồi trong họ Tachinidae.